# Love Me Forever
Love Me Forever ist ein US-amerikanisches Filmdrama aus dem Jahr 1935 von Victor Schertzinger, nach der Erzählung On Wings of Song des Regisseurs.

## Handlung
Obwohl in finanziellen Nöten lehnt die Sängerin Margaret Howard den Heiratsantrages ihres Verehrers Phillip Cameron ab. Der Familiensitz der Howards muss zwangsversteigert werden. Bei der Auktion ist der Musikliebhaber Steve Corelli anwesend, der Margarets Gesang hört und ihr eine Stelle als Sängerin in einem seiner Nachtclubs anbietet. Steve möchte, dass Margaret seinem Club etwas Opernflair verleiht, doch seine Kundschaft nimmt die Darbietung negativ auf.
Steve arbeitet die Vorstellung zu einem Theater-Dinner mit dem Titel La Marguerita um. Margarets Darbietung aus der Oper Rigoletto ist ein voller Erfolg. Zur Feier des Abends lädt Steve Margeret zu sich ein, wo er für sie einige Räume eingerichtet hat. Doch Margaret lehnt die Einladung ab.
Am nächsten Morgen wartet Phil vor Margarets Umkleide auf sie. Um den Tag mit ihm zu verbringen, bleibt sie den Proben fern. Steve befürchtet, dass er Margaret wieder an Phil verlieren könnte. Also erzählt er ihr, dass die Metropolitan Opera sie engagieren wolle, so dass sie nicht mit Phil nach Boston könne. Steve zahlt viel Geld, damit Margaret mit den besten Lehrern der Met arbeiten kann. Er schafft es, dass ein Vorstandsmitglied der Met, Maurizio, eine von Margarets Vorstellungen miterlebt. Steve will Margaret vom Erfolg unterrichten, findet sie jedoch in Phils Armen vor. Steve hegt Mordgedanken gegen Phil, ergibt sich jedoch letztendlich den Alkohol und dem Spiel.
Miller, der Betreiber des Casinos, fordert von Steve die Begleichung seiner Spielschulden von 15.000 Dollar. Steve bezahlt mit einem ungedeckten Scheck und flüchtet. Steves Assistent Luigi führt Margaret zu ihm. Er erklärt ihr, dass er bei ihrem Debüt an der Met nicht dabei sein könne, sie aber im Radio hören werde. Vor der Aufführung trennt sich Margaret von Phil. Als Margaret eine Arie aus der Oper La Bohème singt, kann es Steve nicht aushalten und fährt zur Met. Dort erfährt er, dass Margaret seinen Scheck durch einen Kredit von Maurizio gedeckt hat. Am Ende ihrer Vorstellung sieht Margarete Steve unter den Zuschauern und haucht ihm einen Luftkuss zu.

## Kritik
Andre Sennwald von der New York Times bescheinigte, dass Grace Moores Sopran und Victor Schertzingers technische Fähigkeiten prächtig verschmelzen. Musikalisch hervorragend sei der Film Unterhaltung erster Klasse.

## Auszeichnungen
John P. Livadary wurde 1936 in der Kategorie Bester Ton für den Oscar nominiert.

## Hintergrund
Die Premiere fand am 28. Juni 1935 statt.
Die Sopranistin Grace Moore und Regisseur Victor Schertzinger arbeiteten schon ein Jahr zuvor in dem Musical One Night of Love zusammen.